# براسيكا متحولة
البراسيكا المتحولة أو الخردل الآشوري أو الشلوة (باللاتينية: Brassica deflexa) نوع نباتي يتبع جنس البراسيكا من الفصيلة الصليبية.

## الموئل والانتشار
موطنه  جبل سنجار في العراق وفي بلاد الشام (في جبل عبد العزيز في أقصى شمال شرق سوريا)وفي شمال غرب السعودية وفي تركيا وإيران.

## مرادفات للاسم العلمي
- (باللاتينية: Brassica assyriaca Mouterde)
- (باللاتينية: Brassica iranica Rech. f. , Aellen & Esfand)
- (باللاتينية: Brassica lasiocalycina (Boiss. & Hausskn.) Boiss.)
- (باللاتينية: Erucastrum lasiocalycinum Boiss. & Hausskn.)
- (باللاتينية: Brassica deflexa Boiss. subsp. deflexa)